# CES 36: Sanders vs. Makashvili
CES 36: Sanders vs. Makashvili foi um evento de artes marciais mistas promovido pelo CES MMA, ocorreu em 10 de junho de 2016, na Twin River Casino, em Lincoln, Rhode Island.

## Background
A luta principal seria entre Luis Felix e Ryan Sanders. Porém, Felix lesionou-se, e foi substituído por Levan Makashvili.
Matt Bessette era esperado para enfrentar Jairo Soares. Entretanto, Soares passou por problemas de licenciamento e foi substituído por Ran Weathers.
Duas lutas foram canceladas e uma outra teve substituição de adversário, todas por motivos desconhecidos. Keith Bell vs. Josh Diekmann e Devin Carrier vs. Connor Barry foram canceladas. Dan Randall enfrentaria Jesse Baughman, mas Baughman foi substituído por Marquis Allen.